# Margareta Grandin-Nettles
Margareta Grandin-Nettles född 1933 i Eskilstuna, död 2003 i Nantucket, var formgivare vid Gävleborgs läns hemslöjd 1960–1968.  Därefter flyttade Grandin till New York och fortsatte sin yrkesbana som formgivare.
Flera broderier och mattor formgavs under perioden i Gävle och skisser till dem finns bevarade i Länsmuseet Gävleborgs arkiv. Hennes formgivna verk finns representerade i Länsmuseet Gävleborgs samlingar, Heliga Trefaldighets kyrka i Gävle, Billerud-Korsnäs och Gävle Krematorium.